# 程昌宏
程昌宏（1969年2月—），男，汉族，湖北荆门人，中华人民共和国政治人物。现任北京市西城区政协党组书记、主席。